# József Galambos
József Galambos (ur. 27 czerwca 1900 w Gyüre w Komitacie Szabolcs-Szatmár-Bereg, zm. 6 lutego 1980 w Budapeszcie) – węgierski lekkoatleta, długodystansowiec.
Podczas igrzysk olimpijskich w Amsterdamie (1928) zajął 49. miejsce w maratonie z czasem 3:05:58.
Na tym samym dystansie zajął 4. miejsce podczas mistrzostw Europy (1934), uzyskując wynik 2:55:14.
Czterokrotnie (1927, 1928, 1932 i 1933) triumfował w maratonie w Koszycach, co czyni go najbardziej utytułowanym biegaczem w historii tych zawodów.
Był mistrzem Węgier w maratonie w latach 1928, 1930–1933, 1935 i 1936.

## Rekordy życiowe
- Bieg maratoński – 2:37:53 (28 października 1933, Koszyce), wynik ten był do 1940 rekordem Węgier[5][6]